# 内閣メールマガジン
内閣メールマガジン（ないかくメールマガジン）は、2001年より2010年まで内閣官房内閣広報室から発行されていたメールマガジンである。

## 概要
2001年5月7日に行われた所信表明演説において、小泉純一郎内閣総理大臣が「積極的な国民との対話」の一環としてメールマガジンを発行すると表明し、その約1ヵ月後の6月14日から小泉内閣メールマガジンの発行が開始された。これは小泉が総理を退いたのちも歴代の内閣によって引き継がれてきたが、2010年6月8日に発足した菅直人内閣では発行されず、同年11月18日になって内閣広報室よりメールマガジンの発行を止め、首相官邸ホームページに開設されたブログ・KAN-FULL BLOGにて情報を発信することがメルマガ登録者に告知された。ブログは更新をメールで通知するシステムを備えており、更新の度に発行されている（このため不定期である）。続く野田内閣でもブログ・官邸かわら版が開設され、同様の運用となっている。
総編集長は原則として内閣総理大臣、編集長は内閣官房副長官が務めるが、内閣総理大臣補佐官が編集長を務めたこともある。

## 歴代の内閣メールマガジン
- 配信期間、発行号数に創刊準備号は含めない。

| 代 | メールマガジン名       | 総編集長   | 編集長                              | 配信期間                       | 発行号数 |
| -- | ---------------------- | ---------- | ----------------------------------- | ------------------------------ | -------- |
| 1  | 小泉内閣メールマガジン | 小泉純一郎 | 安倍晋三 細田博之 杉浦正健 長勢甚遠 | 2001年6月14日 - 2006年9月21日  | 250      |
| 2  | 安倍内閣メールマガジン | 安倍晋三   | 世耕弘成 大野松茂                   | 2006年10月12日 - 2007年9月13日 | 46       |
| 3  | 福田内閣メールマガジン | 福田康夫   | 大野松茂 塩谷立                     | 2007年10月11日 - 2008年9月4日  | 46       |
| 4  | 麻生内閣メールマガジン | 麻生太郎   | 松本純                              | 2008年10月9日 - 2009年9月3日   | 44       |
| 5  | 鳩山内閣メールマガジン | 鳩山由紀夫 | 松野頼久                            | 2009年10月8日 - 2010年6月3日   | 33       |